# Unión de Rugby de Gibraltar
La Unión de Rugby de Gibraltar (Gibraltar Rugby Football Unión (GRFU) en inglés y de manera oficial) es el organismo que se encarga de administrar el rugby union en Gibraltar. Organiza las competiciones domésticas y fomenta el deporte entre los jóvenes, además de encargarse de la selección de rugby de Gibraltar.
La unión no es miembro de Rugby Europe ni de World Rugby; sin embargo ha intentado ser admitido por el ente europeo en el pasado.

## Historia
El rugby en Gibraltar tienen una tradición que se remonta a principios del siglo XX, los primeros partidos en el peñón fueron jugados alrededor de 1909. El deporte fue introducido por el personal militar británico que se asentó a finales del siglo XIX.
La GRFU fue fundada en 1945, después de la Segunda Guerra Mundial luego del retorno de los gibraltareños que habían servido en el ejército y aprendido a jugar el deporte durante su estadía en Inglaterra. Los residentes pronto formaron equipos locales que jugaban frente a los equipos de los militares residentes en el peñón. En 1960 se conformó una liga con cuatro equipos: un equipo del Ejército Británico (British Army), de la Marina Real Británica (Royal Navy), y de la Real Fuerza Aérea Británica (RAF) y el único club conformado por civiles: Gibraltar Rugby Football Club. Todos estos cuatro equipos jugaban sus partidos en las cercanías del Campo de Gibraltar en España debido a la falta de un estadio con las condiciones necesarias en Gibraltar.
La clausura de la frontera entre Gibraltar y España en 1968 afectó la situación del deporte, que no pudo ser practicado ante la falta de instalaciones. Como respuesta local se intentó promover el touch rugby y el beach rugby con la intención de mantener vivo el deporte. En 1985 la frontera fue reabierta y con esto la liga local volvió a recuperar un espacio importante en el calendario deportivo semanal de los gibraltareños.
El Gibraltar Rugby Football Club dominó la liga local sobreponiéndose a los equipos militares. Desde 1985 el club fue campeón en todas las ediciones salvo en tres. La reducción del personal militar en Gibraltar trajo nuevas complicaciones en la práctica del deporte y ocasionó que el Gibraltar Football Rugby Club empezará a buscar entrar en el sistema español de ligas de rugby a principios de los años 90. Finalmente en 1992, tras conseguir el visto bueno de la Federación Andaluza de Rugby, el club entraría a competir en la Segunda División Andaluza de Rugby, el cuarto nivel en el sistema español.

## Selección nacional
La selección de rugby de Gibraltar no es miembro de Rugby Europe ni de la Wolrd Rugby por lo tanto no participa en competiciones regionales ni en las clasificatorias para la Copa Mundial de Rugby. La principal actividad de la selección nacional es enfrentarse en partidos amistosos a otros combinados o participar en partidos de exhibición. 

### Lista de partidos
| N.° | Fecha                    | Local                  | Resultado | Visita    | Estadio/Ciudad   | Árbitro         | Competición                                      |
| --- | ------------------------ | ---------------------- | --------- | --------- | ---------------- | --------------- | ------------------------------------------------ |
| 1   | 5 de noviembre de 2011   | Belgium XV             | 20 – 8    | Gibraltar | Bruselas         | desconocido     | Amistoso (primer partido International)          |
| 2   | 23 de marzo de 2013      | Gibraltar              | 36 – 10   | Cyprus XV | Estadio Victoria | desconocido     | Amistoso                                         |
| 3   | 22 de febrero de 2014    | Gibraltar              | 25 – 12   | Israel A  | Estadio Victoria | Julian Bevan    | Amistoso                                         |
| 4   | 7 de marzo de 2015       | Gibraltar              | 8 – 33    | Malta     | Estadio Victoria | Ranbir Dhillon  | Amistoso (primer partido International absoluto) |
| 5   | 17 de octubre de 2015    | Malta                  | 14 – 29   | Gibraltar | Malta            | desconocido     | Amistoso                                         |
| 6   | 6 de abril de 2016       | Malasia                | 49 – 0    | Gibraltar | Kajang           | desconocido     | Amistoso                                         |
| 7   | 8 de abril de 2016       | Singapur               | 13 – 13   | Gibraltar | Yio Chu Kang     | desconocido     | Amistoso                                         |
| 8   | 5 de noviemnbre de 2016  | Montenegro             | 7 – 55    | Gibraltar | Tivat            | Petra Druskovic | Amistoso                                         |
| 9   | 8 de abril de 2017       | Gibraltar              | 22 – 17   | Finlandia | Estadio Victoria | Matthew Shales  | Amistoso                                         |
| 10  | 6 de octubre de 2017     | Hungría                | 15 – 21   | Gibraltar | Mándok           | desconocido     | Amistoso                                         |
| 11  | 24 de febrero de 2018    | Gibraltar              | 33 – 14   | Hungría   | Estadio Victoria | George Pounder  | Amistoso                                         |
| 12  | 17 de marzo de 2018      | Gibraltar              | 17 – 5    | Finlandia | Estadio Victoria | Fergus Hollins  | Amistoso                                         |
| 13  | 27 de abril de 2018      | Emiratos Árabes Unidos | 28 – 15   | Gibraltar | Dubái            | R. Drake        | Amistoso                                         |
| 14  | 10 de octubre de 2018    | Israel                 | 20 – 17   | Gibraltar | Netanya          | desconocido     | Amistoso                                         |
| 15  | 13 de abril de 2019      | Dinamarca              | 26 – 22   | Gibraltar | Copenhague       | desconocido     | Amistoso                                         |
| 16  | 4 de mayo de 2019        | Suecia                 | 26 – 31   | Gibraltar | Vilamoura        | David Young     | Amistoso                                         |
| 17  | 28 de septiembre de 2019 | Gibraltar              | 22 – 6    | Bermudas  | Europa Point     | Charles Samson  | Amistoso                                         |

## Competiciones locales

### Campeonato de Rugby de Gibraltar
La competición local es conocida coloquialmente como el Súper Cuatro (U-mee Super IV's en inglés y por razones de patrocinio). Fue fundada en 2010 y su primera temporada, fue la 2010-11 en la que se disputó además una competición de copa: la Rugby Rock Cup.
Los equipos fundadores de la liga fueron Gibraltar Bay Bucaneers, Europa Stormers, Straits Sharks y Rock Scorpions. Tras una expansión, la temporada 2022-23 contó con 6 equipos luego de que se añadieran dos franquicias españolas: Una de la sección de rugby del Cádiz C. F. bajo el nombre de Phoenicians, y otra del club de rugby algecireño Bahía 89 bajo el nombre del Bay Rugby Marauders. Los equipos compiten anualmente en dos competiciones, una de liga, fundada en 2010, bajo el sistema de todos contra todos 2 veces para un total de 10 partidos por club; y una competición de copa, la Rugby Rock Cup que cuenta con una ronda de semifinales y una final. 
| Franquicia              | Temporadas | Notas                                                      |
| ----------------------- | ---------- | ---------------------------------------------------------- |
| Gibraltar Bay Bucaneers | 13         |                                                            |
| Europa Stormers         | 13         |                                                            |
| Rock Scorpions          | 13         |                                                            |
| Straits Sharks          | 13         |                                                            |
| Phoenicians             | 1          | Franquicia española de propiedad del Rugby Cádiz C. F.     |
| Bay Rugby Marauders     | 1          | Franquicia española de propiedad del Bahía 89 de Algeciras |

A continuación se muestra una recopilación de los campeones:
| Temporada | Campeón                 | Subcampeón              | Tercero                 | Cuarto                  | Quinto          | Sexto          |
| --------- | ----------------------- | ----------------------- | ----------------------- | ----------------------- | --------------- | -------------- |
| 2010-11   | Gibraltar Bay Bucaneers | Europa Stormers         | Rock Scorpions          | Straits Sharks          |                 |                |
| 2011-12   | Gibraltar Bay Bucaneers | Europa Stormers         | Rock Scorpions          | Straits Sharks          |                 |                |
| 2012-13   | Europa Stormers         | Gibraltar Bay Bucaneers | Straits Sharks          | Rock Scorpions          |                 |                |
| 2013-14   | Straits Sharks          | Gibraltar Bay Bucaneers | Rock Scorpions          | Europa Stormers         |                 |                |
| 2014-15   | Gibraltar Bay Bucaneers | Europa Stormers         | Rock Scorpions          | Straits Sharks          |                 |                |
| 2015-16   | Rock Scorpions          | Europa Stormers         | Straits Sharks          | Gibraltar Bay Bucaneers |                 |                |
| 2016-17   | Straits Sharks          | Europa Stormers         | Rock Scorpions          | Gibraltar Bay Bucaneers |                 |                |
| 2017-18   | Rock Scorpions          | Gibraltar Bay Bucaneers | Straits Sharks          | Europa Stormers         |                 |                |
| 2018-19   | Straits Sharks          | Rock Scorpions          | Gibraltar Bay Bucaneers | Europa Stormers         |                 |                |
| 2019-20   | Gibraltar Bay Bucaneers | Europa Stormers         | Rock Scorpions          | Straits Sharks          |                 |                |
| 2020-21   | Gibraltar Bay Bucaneers | Europa Stormers         | Straits Sharks          | Rock Scorpions          |                 |                |
| 2021-22   | Gibraltar Bay Bucaneers | Europa Stormers         | Straits Sharks          | Rock Scorpions          |                 |                |
| 2022-23   | Gibraltar Bay Bucaneers | Phoenicians             | Bay Rugby Marauders     | Rock Scorpions          | Europa Stormers | Straits Sharks |

### Rugby Rock Cup
La competición de copa local nación en 2010 junto al Súper Cuatro. Se juega al final de la temporada de liga y los emparejamientos de las semifinales dependen de las posiciones en la liga. El 1.° se enfrenta al 4.°, y el 2.° al 3.° en las semifinales. 
A continuación se muestra una recopilación de los campeones:
| Temporada                                                        | Campeón                 | Resultado | Subcampeón              |
| ---------------------------------------------------------------- | ----------------------- | --------- | ----------------------- |
| 2011-12                                                          | Gibraltar Bay Bucaneers | –         |                         |
| 2012-13                                                          | Straits Sharks          | –         | Gibraltar Bay Bucaneers |
| 2013-14                                                          | Straits Sharks          | 58 – 17   | Gibraltar Bay Bucaneers |
| 2014-15                                                          | Rock Scorpions          | 55 – 10   | Straits Sharks          |
| 2015-16                                                          | Rock Scorpions          | 34 – 5    | Straits Sharks          |
| 2016-17                                                          | Europa Stormers         | 29 – 24   | Straits Sharks          |
| 2017-18                                                          | Europa Stormers         | 43 – 38   | Straits Sharks          |
| 2018-19                                                          | Straits Sharks          | 50 – 10   | Gibraltar Bay Bucaneers |
| 2019-20: no jugado debido a la pandemia de covid-19 en Gibraltar |                         |           |                         |
| 2020-21                                                          | Europa Stormers         | 29 – 28   | Gibraltar Bay Bucaneers |
| 2021-22                                                          | Gibraltar Bay Bucaneers | 34 – 10   | Europa Stormers         |
| 2022-23                                                          | Phoenicians             | 28 – 27   | Rock Scorpions          |

### Campeonato de Rugby 10s
Antes del inicio de la temporada 2020-21 y como transición luego de un ausencia larga por la pandemia de Covid-19 en Gibraltar, se creó el torneo de rugby 10s. Tiempo después se anunció su continuidad en el futuro calendario de rugby de Gibraltar. Además, se anunció una competición para veteranos (+40 años), se espera que la siguiente temporada tenga 10 participantes.
Lista de campeones:
| Temporada | Campeón        | Subcampeón              | Tercero        | Cuarto          |
| --------- | -------------- | ----------------------- | -------------- | --------------- |
| 2020-21   | Straits Sharks | Gibraltar Bay Bucaneers | Rock Scorpions | Europa Stormers |

### Campeonato de Rugby 7s
En el año 2021 se anunció la creación de un campeonato femenino y masculino de rugby 7s. Se espera que ambos torneos cuenten con hasta 8 clubes compitiendo. Viators Babarians, Rota Irish Pirates, Skeets Sevens, Hércules de Ceuta, Umee 7s, 
- 2021: Viators Babarians - Skeets 7s

### Otros torneos
- Touch rugby: cuenta con la Copa Desafío Empresarial (Corporate Touch Rugby Challenge Cup) la que se juega anualmente y es un torneo abierto en el que las empresas locales pueden inscribir equipos.
  - 2017: Newton Systems[39]
  - 2021: en juego[40]
- Beach rugby:  cuenta con programas de entrenamiento en esta modalidad.
- Copa Diputación de Cádiz: torneo español en el que ocasionalmente participan clubes de Gibraltar. 
  - 2021:  C. R. Atlético Portuense (1.°) -      Europa Stormers (2.°)[41]